# Aloja socken
Aloja socken (lettiska: Alojas pagasts) är ett administrativt område i Aloja kommun i Lettland.